# Guldstrupig solfågel
Guldstrupig solfågel (Aethopyga bella) är en fågel i familjen solfåglar inom ordningen tättingar.

## Utseende och läte
Guldstrupig solfågel är en mycket liten tätting med rätt lång och nedåtböjd näbb. Den har vit buk, olivgröna vingar och en gul fläck på ryggen. Hanen är praktfull med gult på strupe och bröst, en purpurfärgad fläck på örontäckarna och ett grönspetsat purpurfärgat mustaschstreck. Noterbart är också grönt på pannan och spetsig stjärt. Den liknar något hane av smaragdvingad solfågel, men har rött i ansiktet och på ryggen. Honan är mycket mer anspråkslöst färgad och liknar flera andra solfågelhonor, men skiljer sig på relativt kort näbb och den lilla storleken. Bland lätena hörs en ljus sång och upprepade vassa "chik!".

## Utbredning och systematik
Guldstrupig solfågel förekommer i Filippinerna och delas in i sex underarter med följande utbredning:
- Aethopyga bella flavipectus – norra Luzon
- Aethopyga bella minuta – centrala Luzon, Mindoro, Polillo och Marinduque
- Aethopyga bella rubrinota – Lubang
- Aethopyga bella bella – Samar, Leyte, Dinagat, Siargao och Mindanao
- Aethopyga bella bonita – Ticao, Masbate, Panay, Negros och Cebu
- Aethopyga bella arolasi – Suluöarna

## Status
Arten har ett stort utbredningsområde och beståndet anses stabilt. Internationella naturvårdsunionen IUCN listar den därför som livskraftig (LC).